# Philippe (roi des Belges)
Pour les articles homonymes, voir Philippe de Belgique et Philippe.
Philippe (en néerlandais : Filip ; en allemand : Philippe), né le 15 avril 1960 au château du Belvédère à Bruxelles, est, depuis le 21 juillet 2013, le septième roi des Belges.
Fils aîné du roi Albert II et de la reine Paola, il devient roi en prêtant serment devant les chambres réunies, en néerlandais, en français et en allemand, après l'abdication de son père selon l'annonce faite par ce dernier le 3 juillet 2013.

## Jeunes années

### Naissance et famille
Né le 15 avril 1960 au château du Belvédère, le prince Philippe est baptisé un mois plus tard, le 17 mai 1960 en l'église Saint-Jacques-sur-Coudenberg de Bruxelles. Son parrain est son grand-père paternel le roi Léopold III, sa marraine est sa grand-mère maternelle, la princesse italienne Luisa Ruffo di Calabria. Son prénom rend hommage à son trisaïeul, Philippe de Belgique, comte de Flandre, frère du roi Léopold II.

### Scolarité et études
Le prince Philippe effectue en français ses études primaires et ses trois premières années secondaires au collège Saint-Michel d'Etterbeek. Il est ensuite interne pendant ses trois dernières années d'humanités en néerlandais à l'abbaye de Zevenkerken à Saint-André, Bruges.

### Formation militaire
De 1978 à 1981, le prince Philippe suit des cours à l'école royale militaire de Bruxelles avec la 118e Promotion Toutes Armes. Nommé sous-lieutenant en 1980, le prince reçoit ses ailes de pilote de chasse des mains du roi Baudouin le 9 juillet 1982. Après la force aérienne, il rejoint la force terrestre à l'École du régiment Para-Commando.

### Études en sciences politiques
Après sa formation militaire, il séjourne deux mois au Trinity College de l'université d'Oxford et poursuit ses études à partir de septembre 1983 à la Graduate School de l'université Stanford en Californie. Le 16 juin 1985, il y obtient le diplôme de Master of Arts en sciences politiques. À partir de septembre 1992, il reçoit une dotation publique pour pouvoir s'entourer de ses propres conseillers en plus de ceux de son père ou de son oncle. Elle s'élève à 14 millions de francs belges par an.
Il est promu lieutenant-général et vice-amiral, en 2010.

## Prince héritier de Belgique

### Mort du roi Baudouin

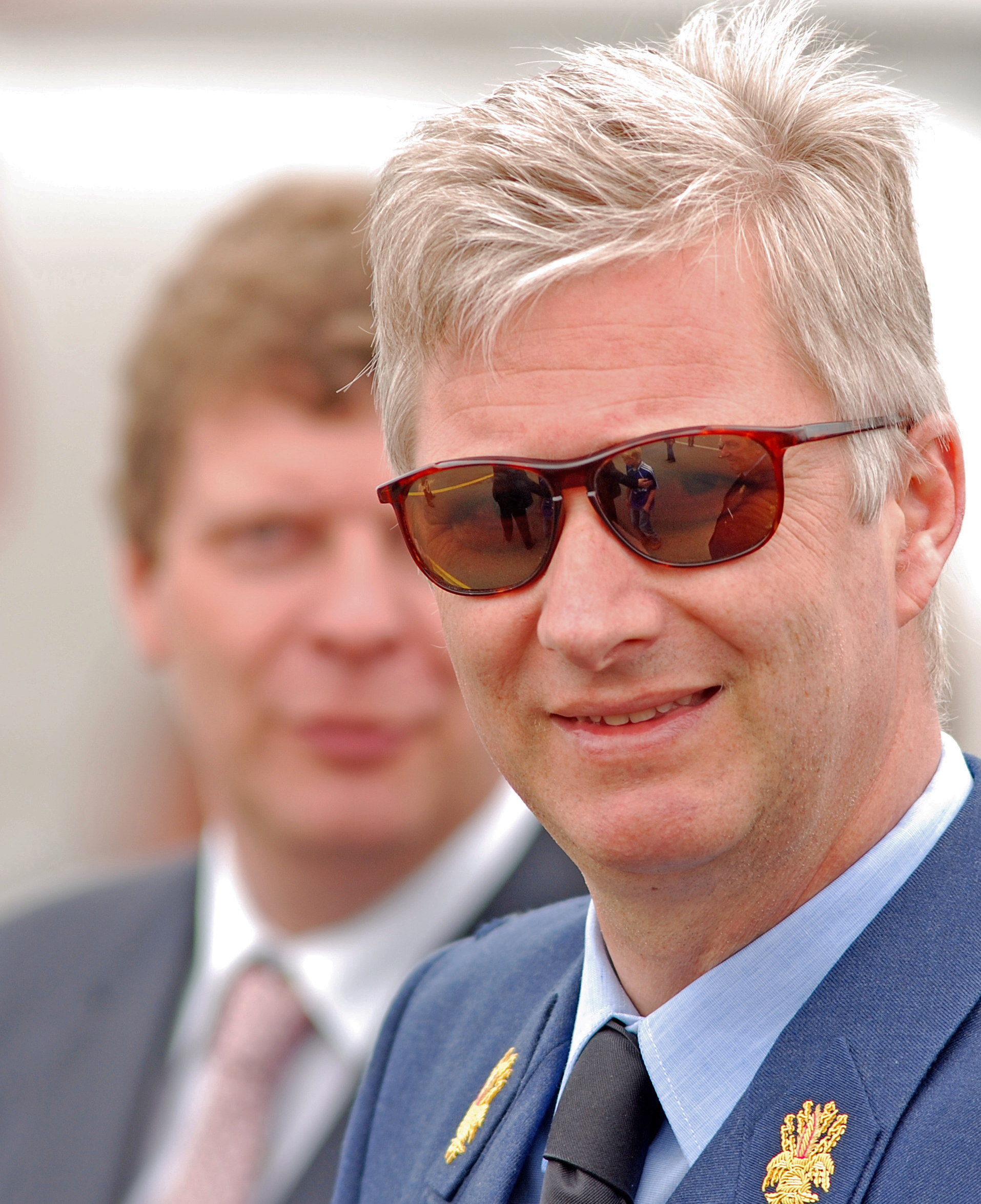
Le prince Philippe, en 2008.

À la suite du décès du roi Baudouin le 31 juillet 1993 et de l'accession au trône de son père le 9 août suivant, Philippe devient prince héritier et reçoit le titre de duc de Brabant. Il succède à son père à la présidence d'honneur de l'office belge du commerce extérieur (OBCE). À la suite de la régionalisation partielle du commerce extérieur et la disparition de l'OBCE, le prince Philippe est nommé président d'honneur de la nouvelle agence pour le commerce extérieur, le 3 mai 2003.

### Sénateur de droit
Comme le veut la coutume, le prince héritier prête serment le 21 juin 1994 comme sénateur de droit et y est rejoint quelques années plus tard par sa sœur, la princesse Astrid et son frère, le prince Laurent. Chaque année, il préside plusieurs missions économiques de plusieurs jours à l'étranger. La présence du fils du roi à la tête d'une délégation facilite la signature de contrats et donne une couverture médiatique plus importante pour les entreprises belges, en premier lieu dans les pays visités. En Belgique même, il visite des usines ou des sociétés, rencontre des patrons et s'intéresse aux projets économiques du gouvernement.

### Engagements officiels
D'octobre 1993 à mai 1997, le prince Philippe assume la présidence du Conseil national du développement durable, qui avait vu le jour à la suite de la conférence de Rio. Lorsqu'en 1997, cette institution s'est transformée en conseil fédéral du développement durable, il en accepta la présidence d'honneur. En septembre 2002, il présida avec le premier ministre Guy Verhofstadt la délégation belge au sommet des Nations unies sur le développement durable à Johannesbourg en Afrique du Sud.
Le 29 mai 1998, il lance le fonds prince Philippe, qui a pour mission de contribuer à entretenir un dialogue permanent entre les trois communautés de Belgique. Il vise à favoriser des échanges, des rencontres et un dialogue entre des groupes de citoyens (principalement des écoles), afin de stimuler une plus grande reconnaissance mutuelle dans le respect de la spécificité et de la culture de chacun. Le fonds Prince Philippe connaît beaucoup de succès.
Depuis 2000, le prince Philippe accorde son haut patronage à l'ONG Plan International Belgique. En 2002, il reçoit le titre de docteur honoris causa de la Katholieke Universiteit Leuven. Le prince est aussi le président d'honneur de la Fondation polaire internationale, de l'Amicale nationale Para-Commando et de Bio, une société belge d'investissement pour les pays en voie de développement.
En 2004, Philippe (âgé de 44 ans) réussit ses examens pratiques de pilote d'hélicoptère à la base aérienne de Brustem à bord de son propre appareil, un Robinson R44 rouge immatriculé OO-PFB. Parmi ses autres passions : l'astronomie, les sciences et la philosophie[réf. nécessaire].

## Roi des Belges

### Abdication du roi Albert

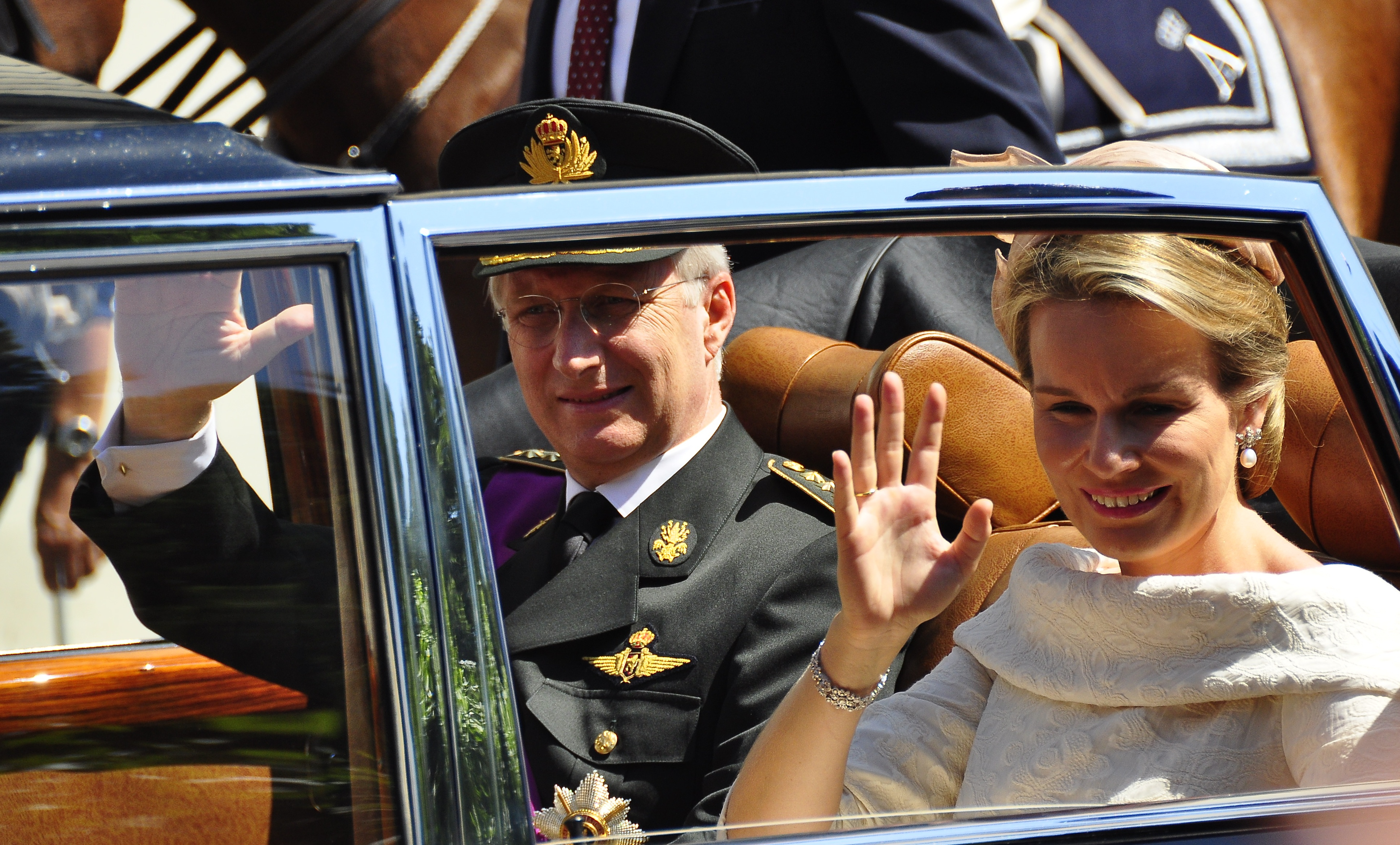
Le couple royal lors de l'avènement du roi Philippe, le 21 juillet 2013.

Des rumeurs couraient régulièrement sur l'éventuelle abdication du roi Albert II et l'accession du prince Philippe au trône de Belgique. Dans son édition du 2 mars 2012, le journal Le Soir évoque même une abdication le 21 juillet 2013, et par la même occasion l'accession au trône du duc de Brabant.
Le 3 juillet 2013, lors d'une allocution radiotélévisée,, le roi Albert II s'adresse à la population et annonce sa décision d'abdiquer le 21 juillet 2013, à la suite de quoi Philippe lui succédera comme roi des Belges en prêtant serment devant les Chambres réunies.

### Accession au trône
Le 21 juillet 2013, Albert II abdique et Philippe devient le septième roi des Belges.

### Évolution de popularité
Un sondage réalisé un mois après son arrivée sur le trône annonce que deux Belges sur trois ont une perception positive du nouveau souverain, avec une popularité en forte hausse, y compris en Flandre,. Après cinq années de règne, un peu moins de la moitié des Belges trouve que le couple royal aurait « modernisé la monarchie ».

### Pandémie de Covid-19
Lors de la pandémie de Covid-19 en Belgique, le roi et sa famille montrent leur soutien au peuple en offrant des masques à la population, en apportant des fleurs et des gâteaux aux personnes âgées, en les soutenant par des messages écrits, via Skype ou par des discours,,,,. Au début de la pandémie et dans un contexte de pénurie de masques, il intervient personnellement auprès de l'homme d'affaires chinois Jack Ma qui offre 500 000 masques aux Belges.

### Relations belgo-congolaises
Le 30 juin 2020, à l'occasion des soixante ans de l'indépendance de la république démocratique du Congo, le roi adresse une lettre au président congolais Félix Tshisekedi à travers laquelle il exprime ses « plus profonds regrets » concernant l'époque coloniale (Congo belge et avant lui État indépendant du Congo). Il s'agit de la première fois que les plus hautes instances politiques belges font un pas vers une reconnaissance des erreurs et atrocités durant cette période. Ce geste est salué par les autorités politiques belges et congolaises,.
Le 8 juin 2022, le roi Philippe réitère ses « plus profonds regrets pour les blessures » infligées à l'ex-Congo belge durant la période coloniale lors d'un discours prononcé à Kinshasa, sur l'esplanade du Parlement. Lors de ce deuxième voyage, le roi s'est rendu au musée national de la république démocratique du Congo (MNRDC), où il aborde la question de la restitution d'objets d'art pillés durant l'époque coloniale, dont le nombre est estimé à environ 84 000. À cette occasion, le souverain prête pour une durée illimitée au musée un masque géant appelé kakuungu, qui était utilisé pour des rites d'initiation et de guérison de l'ethnie Suku, exposé préalablement au musée royal de l'Afrique centrale de Belgique. Dans un contexte de tension dans l'est du pays de la RD du Congo avec son pays voisin, le Rwanda, le roi Philippe évoque « l'intégrité territoriale du Congo (…) et l'instabilité à l'est où règnent trop souvent une violence inhumaine et l'impunité ».

### Voyages à l'étranger et relations internationales
À l'instar de son père, le roi Philippe effectue, après six visites officielles dans les pays limitrophes en 2013 et 2014, plusieurs visites d'État à partir de 2015. Les visites d'État, ainsi que le souligne l'historien Vincent Dujardin, présentent un caractère solennel qui n'advient qu'une fois par règne. En retour, le roi reçoit également en Belgique la visite de chefs d'État étrangers.

## Mariage et descendance
Philippe de Belgique épouse civilement à l'hôtel de ville de Bruxelles le 4 décembre 1999 Mathilde d'Udekem d'Acoz, née le 20 janvier 1973 à Uccle, fille ainée du comte Patrick d'Udekem d'Acoz (1936-2008) et de la comtesse Anne Komorowska (née en 1946). Le mariage religieux est célébré le même jour dans la Cathédrale Saints-Michel-et-Gudule par le cardinal Danneels.
Après leur mariage, le duc et la duchesse de Brabant respectent la tradition des Joyeuses Entrées dans les chefs-lieux des provinces du pays.
Le couple vit au château de Laeken et a quatre enfants :
- la princesse héritière Élisabeth Thérèse Marie Hélène, née le 25 octobre 2001 (23 ans), actuelle duchesse de Brabant, destinée à succéder à son père et à devenir ainsi la première reine des Belges[33] ;
- le prince Gabriel Baudouin Charles Marie, né le 20 août 2003 (21 ans), deuxième dans l'ordre de succession au trône de Belgique[34] ;
- le prince Emmanuel Léopold Guillaume François Marie, né le 4 octobre 2005 (19 ans), troisième dans l'ordre de succession au trône de Belgique[35] ;
- la princesse Éléonore Fabiola Victoria Anne Marie, née le 16 avril 2008 (17 ans), quatrième dans l'ordre de succession au trône de Belgique[36].

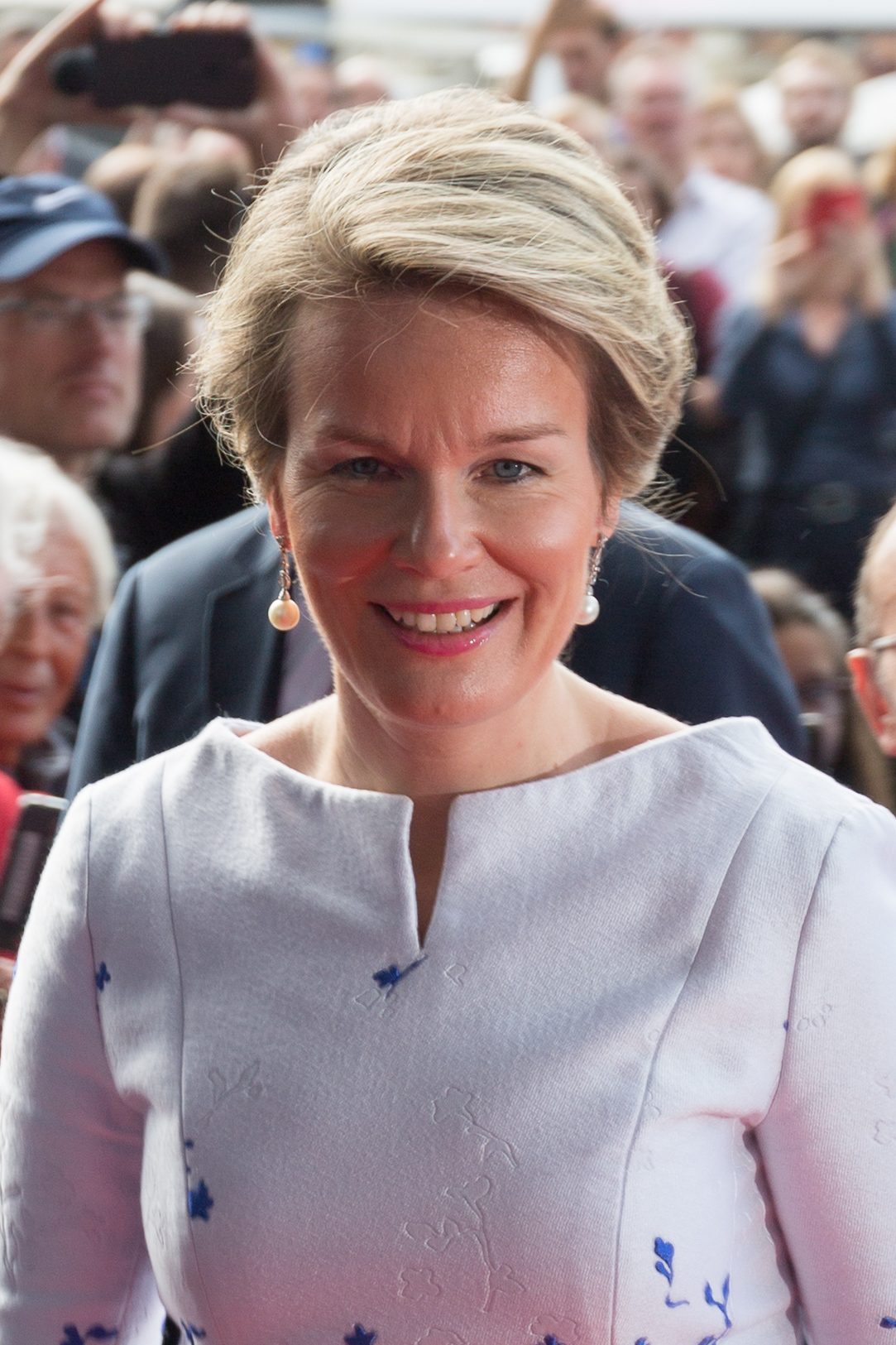
Mathilde d'Udekem d'Acoz en 2017.
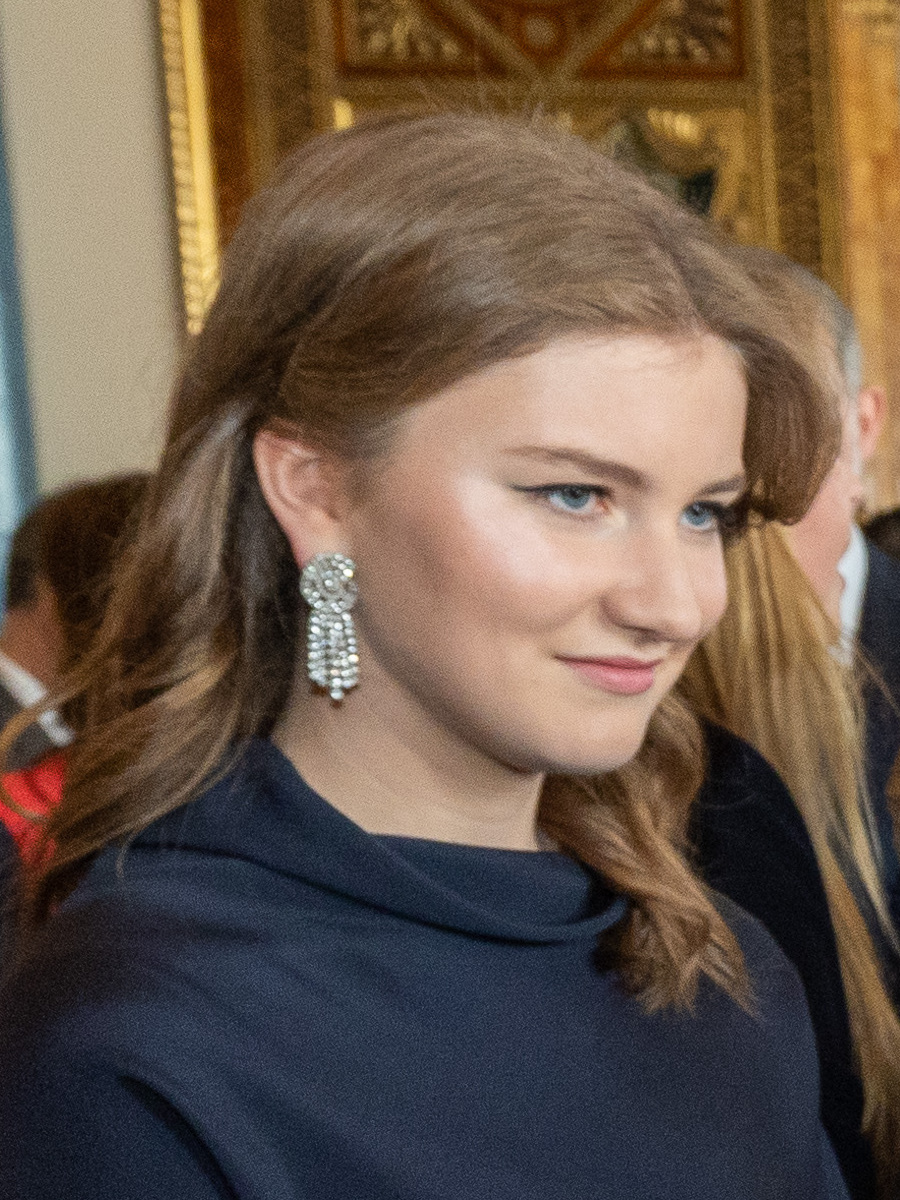
Élisabeth de Belgique en 2023.
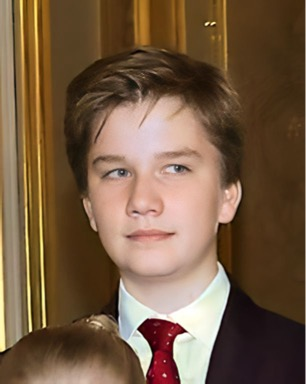
Gabriel de Belgique en 2018.

## Noms d'emprunt
Lors de ses déplacements privés avec sa famille, le roi utilise régulièrement des noms d'emprunt. Des tables ont été réservées, en 2010, dans un restaurant en Belgique au nom de « Philippe Dermulle ». En 2013, à l'aéroport de Charleroi, le roi était en possession d'un passeport au nom de « Philippe Legrand ». Le même nom figure sur le permis de bâtir, contesté, accordé par le conseil municipal de l'île d'Yeu en septembre 2020, pour la construction d'une annexe à la résidence de la famille royale. Les « faux » passeports de ces noms d'emprunt sont émis par les Affaires étrangères.

## Maison du roi
Le roi dispose du droit absolu de choisir librement ses proches collaborateurs pour sa Maison, attachée à la Cour belge.
Se sont succédé comme chefs de cabinet du roi Philippe :
- 2013 : Jacques van Ypersele de Strihou ;
- 2013-2017 : le baron Frans van Daele ;
- depuis 2017 : Vincent Houssiau.

Et comme chefs de la Maison militaire :
- 2013-2016 : le général Joseph Van den Put[41],[42] ;
- depuis 2016 : le général-major Thierry Vandeveld[42].

## Armoiries royales
Les armoiries du roi sont les suivantes : 
« De sable, au lion d'or, armé et lampassé de gueules, chargé sur l'épaule d'un écusson burelé d'or et de sable de dix pièces, au crancelin de sinople, brochant en bande sur le tout. L'écu est entouré du collier de l'Ordre de Léopold, placé sur un sceptre au lion de l'écu et une main de justice passés en sautoir d'or et sommé d'un heaume, taré de front, ouvert et sans grilles, d'or, doublé de sable, aux lambrequins d'or doublés de sable. Cimier : la couronne royale.

Les supports sont deux léopards lionnés au naturel, accompagnés chacun d'une bannière d'or, frangée de même, tiercée en pal de sable, d'or et de gueules.
Devise : eendracht maakt macht - l'union fait la force - einigkeit macht stark, en lettres d'or, sur un listel de gueules, bordé de sable.

Le tout est placé sur un manteau de pourpre, doublé d'hermine, frangé, cordonné et houppé d'or et surmonté de la couronne royale. »
Alors qu'elles n'avaient plus été revues depuis l'arrêté royal du 17 juin 1910, les armoiries royales ont fait l'objet d'une modification par l'arrêté royal du 12 juillet 2019 (Moniteur belge du 19 juillet 2019). La modification principale consiste en l'ajout, sur l'épaule du lion d'or, d'un écusson burelé d'or et de sable de dix pièces, au crancelin de sinople, brochant en bande sur le tout. Cet écusson saxon, qui avait été adopté en 1425 par les Wettin comme symbole de leur dignité électorale, figurait dans le blason royal de Belgique jusqu'après la Première Guerre mondiale. À l'issue de la Première Guerre mondiale, le roi Albert Ier avait renoncé à maintenir sur ses armoiries l'écusson saxon pour s'éloigner de tout ce qui rappelait les origines allemandes de la famille. Aucun texte n'avait expressément confirmé cet abandon de l'écusson saxon qui ne figurait plus depuis lors dans les armoiries royales. L'arrêté royal du 12 juillet 2019 rétablit ainsi une longue tradition en rétablissant l'écusson saxon dans les armoiries royales.
De plus, la devise du royaume L'union fait la force y figure désormais dans les trois langues nationales.
Par ailleurs, le même arrêté royal prévoit que le roi ou la reine qui a abdiqué porte ces mêmes armes mais chargées d'un lambel à trois pendants de gueules.

## Titulature
- 15 avril 1960 - 31 juillet 1993 : Son Altesse Royale Philippe, prince de Belgique (naissance) ;
- 31 juillet 1993 - 21 juillet 2013 : Son Altesse Royale le duc de Brabant[N 2], prince de Belgique ;
- depuis le 21 juillet 2013 : Sa Majesté le roi des Belges.

## Fonctions officielles
- Chef des Forces armées belges. À cette fin, il est promu au grade de général et d'amiral par arrêté royal du 14 juillet 2013[45],[N 3],[46].
- Depuis 1993 : président d’honneur de l'Agence pour le commerce extérieur (avant le 24 mai 2002 : Office belge du commerce extérieur)
- Du 21 juin 1994 au 21 juillet 2013 : sénateur de droit
- Depuis 1997 : président d’honneur du Conseil fédéral du développement durable
- En 1998 : création du fonds Prince Philippe, au sein de la fondation Roi Baudouin
- Depuis 2003 : président d'honneur de la Société belge d'Investissement pour les pays en développement (BIO)
- En 2004 : président d'honneur du Chapitre européen, Club de Rome et président d'honneur de l'International Polar Foundation

## Décorations et distinctions

### Honneurs belges
- Grand cordon de l'ordre de Léopold (1990)[47]
  - Grand maître : depuis 2013.
- Grand maitre de l’ordre de l'Étoile africaine (ordre dormant, fondé le 30 décembre 1888)
- Grand maître de l’ordre royal du Lion (ordre dormant, fondé le 9 avril 1891)
- Grand maître de l’ordre de la Couronne (fondé le 15 octobre 1897)
- Grand maître de l’ordre de Léopold II (fondé le 24 août 1900)
- Médaille d'honneur du Parlement de Wallonie (créée en 2015)[48]
- Protecteur de l'Académie royale

### Honneurs étrangers

#### Prince de Belgique
- Grand-croix de l’ordre d'Orange-Nassau (Pays-Bas, 6 mai 1993) ;

#### Duc de Brabant
- Grand-croix de l’ordre du Libérateur San Martín (Argentine, 6 mai 1994) ;
- Chevalier grand-croix de l’ordre équestre du Saint-Sépulcre de Jérusalem (19 octobre 1995) ;
- Grand-croix de l’ordre du Condor des Andes (Bolivie, 9 septembre 1996) ;
- Grand-croix de l’ordre militaire d’Aviz (Portugal, 7 octobre 1997) ;
- Grand-croix de l’ordre du Mérite de la République fédérale d'Allemagne (Allemagne, 13 juillet 1998) ;
- Grand-croix d’honneur et de dévotion de l’ordre souverain de Malte (26 octobre 1998) ;
- Chevalier de l'ordre du Lion d'or de la maison de Nassau (Luxembourg, 15 mars 1999) ;
- Grand-croix de l’ordre d'Isabelle la Catholique (Espagne, 16 mai 2000)[49] ;
- Chevalier de l’ordre des Séraphins (Suède, 7 mai 2001) ;
- Chevalier de l’ordre de l'Éléphant (Danemark, 28 mai 2002) ;
- Grand-croix de l'ordre de Saint-Olaf (Norvège, 20 mai 2003) ;
- Grand-croix de l’ordre de la Rose blanche (Finlande, 30 mars 2004) ;
- Grand-croix de l'ordre de l'Honneur (Grèce, 1er février 2005) ;
- Grand-croix de l'ordre du Christ (Portugal, 18 octobre 2005) ;
- Grand-croix de l’ordre du Mérite hongrois (Hongrie, 18 avril 2008) ;
- Chevalier de l’ordre de la Toison d'or - maison de Habsbourg (26 novembre 2008) ;
- Grand cordon de l’ordre du mérite du Conseil international du sport militaire (2010) ;
- Médaille du roi Willem-Alexander (30 avril 2013) ;

#### Roi des Belges
- Grand-croix de la Légion d'honneur (France, 6 février 2014)[50] ;
- Collier de l'ordre de la République (Turquie, 4 octobre 2015) ;
- Grand-croix de l'ordre du Mérite (Pologne, 13 octobre 2015) ;
- Chevalier de collier de l’ordre souverain de Malte (17 novembre 2015) ;
- Grand collier de l’ordre suprême du Chrysanthème (Japon, 9 octobre 2016 ; grand-cordon en 1994) ;
- Médaille du roi Charles XVI Gustave (Suède, 30 avril 2016) ;
- Collier de l'ordre d'Al-Hussein ibn Ali (Jordanie, 18 mai 2016) ;
- Chevalier Grand-croix de l'ordre du Lion néerlandais (Pays-Bas, 28 novembre 2016) ;
- Grand-croix avec collier de l'ordre de l'Infant Dom Henri (Portugal, 22 octobre 2018) ;
- Chevalier grand-croix au grand cordon de l'ordre du Mérite de la République italienne‎ (Italie, 1er décembre 2021) ;
- Grande étoile de la décoration d'Honneur pour services rendus à la république d'Autriche (Autriche, 21 mars 2022) ;
- Grand-croix de l'ordre du Sauveur (Grèce, 2 mai 2022) ;
- Grand-croix de l'ordre de Vytautas le Grand (Lituanie, 24 octobre 2022)[51] ;
- Chevalier de l'ordre suprême de la Très Sainte Annonciade (maison de Savoie) (27 avril 2023).
- Grand collier de l'ordre d'Oman (Oman, 3 décembre 2024)[52] ;

### Autres distinctions
- Docteur honoris causa de la Katholieke Universiteit Leuven (2002) ;
- Président d’honneur de l’Agence pour le commerce extérieur ;
- Président d'honneur du Chapitre européen du Club de Rome ;
- Président d’honneur du Conseil fédéral du développement durable ;
- Président d’honneur de la Fondation polaire internationale ;
- Citoyen d'honneur de la ville de Séoul.

## Iconographie
Les portraits officiels des souverains ont été réalisés par Marie-Jo Lafontaine et Marina Cox et dévoilés dès le 22 juillet 2013. Ils sont destinés aux bâtiments officiels.